# New Orleans Saints 1980
La stagione 1980 dei New Orleans Saints è stata la 14ª della franchigia nella National Football League. La squadra terminò con 1 vittorie e 15 sconfitte, al quarto posto della propria division, mancando i playoff per il 14º anno consecutivo. 

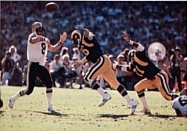
Archie Manning tenta un passaggio durante una gara del 1980

## Roster
| Roster dei New Orleans Saints nel 1980 |
| --- |
| Quarterback - 7 Guy Benjamin - 8 Archie Manning - 12 Bobby Scott Running Back - 43 Larry Collins - 45 Jack Holmes - 42 Chuck Muncie - 33 Mike Strachan - 41 Jimmy Rogers Wide Receiver - 89 Wes Chandler - 86 Tom Donovan - 26 Guido Merkens - 82 Ike Harris - 84 Rich Mauti Tight End - 85 Henry Childs - 87 Larry Hardy - 88 Brooks Williams Offensive Linemen - 67 Stan Brock T - 57 Larry Coombs G - 62 John Hill C - 64 Dave Lafary T - 68 Fred Sturt G - 79 Emanuel Zanders G Defensive Linemen - 63 Barry Bennett DE - 72 Mike Fultz DT - 78 Elois Grooms DE - 74 Derland Moore DT - 96 Steve Parker DE - 75 Elex Price DT - 60 Don Reese DE Linebacker - 50 Ken Bordelon - 59 Chuck Evans - 58 Joe Federspiel - 51 Stan Holloway - 57 Jim Merlo - 52 Jim Kovach - 55 Dave Washington Defensive Back - 27 Ray Brown S - 26 Clarence Chapman CB - 23 James Marshall - 37 Tom Myers FS - 44 Dave Waymer CB - 22 Ricky Ray CB - 48 Don Schwartz Special Team - 14 Russell Erxleben P - 1 Benny Ricardo K |
| Legenda - I rookie sono in corsivo. - Il primo ruolo è il principale mentre gli eventuali successivi indicano i ruoli secondari. - (IR) sta per Injured Reserve ed indica la lista ristretta per un solo giocatore infortunato che può tornare ad allenarsi dopo la settimana 6 e a rientrare in prima squadra dopo che questa ha giocato 8 partite. - (NF-Inj.) / (NF-Ill.) stanno rispettivamente per Non-Football Injured e Non-Football Illness ed indicano le liste dove viene inserito un giocatore che ha un infortunio o una malattia non dipendente dal football americano. - (PUP) sta per Physically Unable to Perform ed indica la lista dove viene inserito un giocatore mentre è in attesa di recuperare la condizione fisica. Nella stagione regolare dopo la sesta partita giocata dalla propria squadra, il giocatore ha tempo tre settimane per riprendere ad allenarsi, più tre settimane aggiuntive dal suo rientro agli allenamenti per rientrare in prima squadra.                     |

## Calendario
| Stagione regolare |                        |           |
| Turno             | Avversario             | Risultato |
| 1                 | San Francisco 49ers    | S 23–26   |
| 2                 | at Chicago Bears       | S 3–22    |
| 3                 | Buffalo Bills          | S 26–35   |
| 4                 | at Miami Dolphins      | S 16–21   |
| 5                 | St. Louis Cardinals    | S 7–40    |
| 6                 | at Detroit Lions       | S 13–24   |
| 7                 | Atlanta Falcons        | S 14–41   |
| 8                 | at Washington Redskins | S 14–22   |
| 9                 | at Los Angeles Rams    | S 31–45   |
| 10                | Philadelphia Eagles    | S 21–34   |
| 11                | at Atlanta Falcons     | S 13–31   |
| 12                | Los Angeles Rams       | S 7–27    |
| 13                | Minnesota Vikings      | S 20–23   |
| 14                | at San Francisco 49ers | S 35–38   |
| 15                | at New York Jets       | V 21–20   |
| 16                | New England Patriots   | S 27–38   |

## Classifiche
| NFC West            |    |    |   |      |     |      |     |     |     |
|                     | V  | S  | P | %    | DIV | CONF | PF  | PS  | STR |
| Atlanta Falcons(1)  | 12 | 4  | 0 | .750 | 5–1 | 10–2 | 405 | 272 | S1  |
| Los Angeles Rams(5) | 11 | 5  | 0 | .688 | 5–1 | 9–3  | 424 | 289 | V2  |
| San Francisco 49ers | 6  | 10 | 0 | .375 | 2–4 | 4–8  | 320 | 415 | S2  |
| New Orleans Saints  | 1  | 15 | 0 | .063 | 0–6 | 0–12 | 291 | 487 | S1  |